# Trevor Jones
Trevor Jones (født 23. marts 1949 i Cape Town, Sydafrika) er en sydafrikansk komponist. Jones spiller bl.a musik til film. Han har spillet til bl.a filmen Det hemmelighedsfulde selskab. Han er ikke særlig kendt uden for filmens verden.[kilde mangler]

## Soundtracks
- Time Bandits (1981)
- Excalibur (1981)
- The Dark Crystal (1982)
- Runaway Train (1985)
- Labyrinten til troldkongens slot (1986)
- Angel Heart (1987)
- Mississippi Burning (1988)
- Sea of Love (1989)
- By Dawn's Early Light (1990)
- Arachnophobia (1990)
- Freejack (1992)
- The Last of the Mohicans (1992)
- Cliffhanger (1993)
- I faderens navn (1993)
- Kiss of Death (1995)
- Richard III (1995)
- Gulliver's Rejser (1996)
- Loch Ness (1996)
- Brassed Off (1997)
- G.I. Jane (1997)
- Lawn Dogs (1997)
- Desperate Measures (1998)
- Dark City (1998)
- Merlin (1998)
- The Mighty (1998)
- Notting Hill (1999)
- Cleopatra (1999)
- Thirteen Days (2000)
- From Hell (2001)
- Dinotopia (2002)
- Det hemmelighedsfulde selskab (2003)
- Jorden rundt på 80 dage (2004)